# 4865 Sor
4865 Sor este un asteroid din centura principală, descoperit pe 18 octombrie 1988 de Tsutomu Seki.